# Nervión (district de Séville)
Pour les articles homonymes, voir Nervion (homonymie).
Le district de Nervión est un des onze districts administratifs de la ville andalouse de Séville, en Espagne.
Il est situé au centre de la ville. Il est limité au sud par le district Sud, à l'ouest par le district Casco Antiguo, au nord par le district de San Pablo - Santa Justa et à l'est par le district de Cerro-Amate. Sa population est de 54 047 habitants.

## Quartiers
Le district est formé de huit quartiers, dont celui de Nervión qui donne son nom au district :
- Ciudad Jardín (4 592 habitants)
- Huerta del Pilar (7 473 habitants)
- La Buhaira (11 832 habitants)
- La Calzada (4 098 habitants)
- La Florida (3 307 habitants)
- Nervión (16 129 habitants)
- San Bernardo (2 532 habitants)
- San Roque (4 084 habitants)[2]

## Transports en commun
Le district est traversé par de nombreuses lignes de bus ainsi que par la ligne 1 du métro de Séville. La ligne unique du tram de Séville atteint le sud district de Nervión à la station de San Bernardo.